# Universiteit van Buckingham

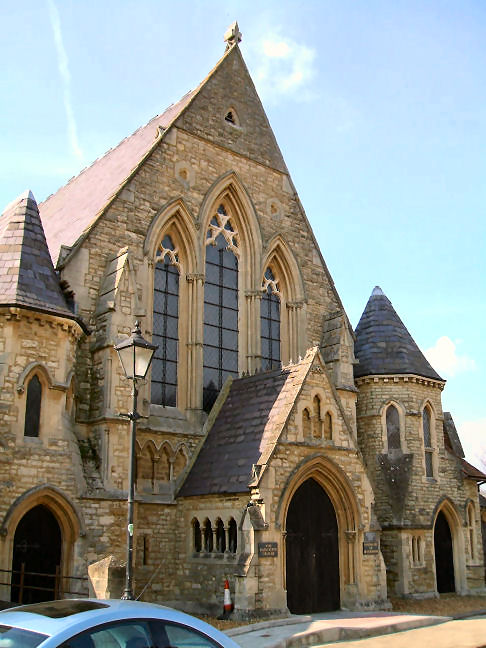
Kerkgebouw dat onderdeel is van de universiteit.

De Universiteit van Buckingham (UB), voorheen University College at Buckingham (UCB) is een non-profit, uiterst soevereine, private besloten universiteit gesitueerd in de Engelse plaats Buckingham, aan de oevers van de rivier de Great Ouse.  
De universiteit is een van de zes private instellingen in Groot Brittannië en de oudste aldaar. Het is de enige private universiteit die het Royal Charter mag voeren. 
Buckingham is nauw verbonden met Margaret Thatcher, die als minister van Onderwijs toezicht hield op de oprichting van het toenmalige universiteitscollege in 1973 en als premier een belangrijke rol speelde bij het verheffen ervan tot universiteit in 1983 sinds dit mogelijk werd door het University Grants Committee in 1919. Toen ze zich in 1992 terugtrok uit de politiek, werd Thatcher kanselier van de universiteit.
Formeel is de universiteit een instelling zonder winstoogmerk die zich inzet voor de doeleinden van onderzoek en onderwijs. Buckingham's financiën werken volledig op studentengelden en schenkingen; het ontvangt geen directe overheidsfinanciering.
De kwaliteit van de universiteit wordt, net als bij andere Britse universiteiten, gehandhaafd door een extern examinatorsysteem (d.w.z. professoren van andere universiteiten houden toezicht op en rapporteren over examens en gradering), door een academische adviesraad (bestaande uit een reeks vakspecialistische academici van andere universiteiten) en door lidmaatschap van het Quality_Assurance_Agency_for_Higher_Education (QAA).
De instelling biedt studies aan in geneeskunde, rechten, economie en politiek. Elk van deze faculteiten wordt voorgezeten door een eigen decaan. Buckingham’s departement voor veiligheid- en inlichtingenstudies (BUCSIS), het Centre for Security and Intelligence Studies, is een centrum voor onderzoek naar de belangrijkste nationale en internationale veiligheids- en inlichtingenkwesties. BUCSIS is geaccrediteerd door zowel het Britse als Amerikaanse ministerie van defensie en werkt samen met een aantal hoge militaire academies, zoals de Poolse War Studies Academy. Tevens behoort BUCSIS tot het netwerk van erkende partners van het European Security and Defence College (ESDC).